# Generalkapten
Generalkapten är en militär generalsgrad.
Generalkapten var graden för den högste militäre befälhavaren i Republiken Venedig. Senare var det i Republiken Förenade Nederländerna den militära graden för överbefälhavaren för hären. I Spanien används graden fortfarande och är den högsta militära graden. Även de preussiska och bayerska arméerna har använt titeln generalkapten, men där som grad för cheferna för olika livgardeskårer. I Royal Marines är generalkapten den högsta militära graden med rang som fältmarskalk.

Captain General, Royal Marines.
Capitán general, Spaniens armé
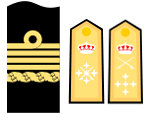
Capitán general, Spaniens flotta
Capitán general, Spaniens flygvapen